# بمب‌گذاری آمیا
انفجار مرکز همیاری یهودیان واقعه‌ای تروریستی در ۱۸ ژوئیه ۱۹۹۴ (۲۷ تیر ۱۳۷۳) بود که در جریان آن ۸۵ نفر از شهروندان یهودی‌تبار آرژانتینی جان خود را از دست دادند و بیش از سیصد نفر زخمی شدند. این انفجار، بزرگ‌ترین سوءقصد در تاریخ معاصر آمریکای لاتین تلقی می‌شود.
این بمب‌گذاری علاوه بر اثرگذاری بر وجهه جهانی جمهوری اسلامی و روابط با آرژانتین، تبعاتی نیز برای سیاست داخلی آرژانتین داشته است. از جمله یکی از قضات بررسی در مورد این پرونده به اتهام اقدام در ارائه شواهد کذب از کار برکنار شده و در سال ۲۰۱۲، قوه قضاییه آرژانتین، کارلوس منم، رئیس‌جمهوری وقت این کشور را در ارتباط با پیگیری این بمب‌گذاری تحت پیگرد قانونی قرار داد. منم متهم شد که با دریافت رشوه، کوشیده بود شواهد مربوط به ارتباط حزب‌الله لبنان و دولت جمهوری اسلامی ایران با این بمب‌گذاری‌ها را پنهان کند. آرژانتین بعد از انجام تحقیقات مفصل در مورد این انفجار اعلام کرد که نقشه این بمب‌گذاری در تهران کشیده شده و به دست حزب‌الله لبنان با فرماندهی عماد مغینه انجام شده است. حکومت ایران قویا انتساب این انفجار به خود را نفی می‌کند. دولت آرژانتین در سال ۲۰۱۹ حزب‌الله لبنان را به عنوان همدست ایران در این پرونده، در فهرست سازمان‌های تروریستی قرار داد.
در نتیجه این عمل تروریستی، ویزا گرفتن و سفر به آرژانتین برای مردم ایران، بسیار دشوار شده است.
براساس یافته‌های موساد، ایران نقش میدانی در انجام این عملیات نداشت.
به گفته رونن برگمن موساد در گزارشی که در تیر ۱۴۰۱ منتشر کرد انفجار توسط واحد مخفی حزب‌الله لبنان انجام شده است ولی جمهوری اسلامی ایران آن را تأیید و تأمین مالی کرده و کمک‌های تجهیزاتی و آموزش داده است.
دادگاه عالی جنایی آرژانتین در ماه آوریل ۲۰۲۴ ایران را مسئول بمب‌گذاری آمیا دانست و گفت که این حمله توسط شبه‌نظامیان گروه حزب‌الله لبنان و در چارچوب «طراحی سیاسی و استراتژیک» ایران انجام شده است.
یک قاضی آرژانتینی روز پنج‌شنبه ۵ تیر ۱۴۰۴ دستور داد که به صورت غیابی ده نفری که به اتهام بمب‌گذاری آمیا متهم شده‌اند را محاکمه کنند، از جمله مقامات سابق دولت جمهوری اسلامیبه نام‌های علی فلاحیان، وزیر اطلاعات اسبق، علی‌اکبر ولایتی، وزیر خارجه اسبق، محسن رضایی، فرمانده اسبق سپاه پاسداران، هادی سلیمان‌پور، سفیر سابق در آرژانتین و برخی از کارکنانِ وقت سفارت جمهوری اسلامی
«خاویر مایلی»، رییس‌جمهوری آرژانتین، در سی‌امین سالگرد بمبگذاری مرکز یهودیان، قول داد که مقام‌های جمهوری اسلامی را به دلیل نقش داشتن در این بمبگذاری پاسخگو کند.

## مرکز همیاری یهودیان
مرکز همیاری یهودیان نام ساختمان هفت طبقه‌ای در شهر بوئنوس آیرس بود که مرکز همکاری‌های اسرائیل و آرژانتین (Asociacion Mutual Israelita Argentina) وابسته به کمیته یهودیان آمریکا، با نام اختصاری، آمیا (AMIA) در آن قرار داشت.
حدود ۲۳۰٬۰۰۰ نفر یهودی ساکن آرژانتین هستند. این کشور، میزبان بزرگ‌ترین جامعه یهودیان در آمریکای لاتین است. آرژانتین همچنین ششمین کشور جهان از نظر تعداد یهودیان خارج از اسرائیل است.

## بمب‌گذاری
در ۱۸ ژوئیه ۱۹۹۴، یک عامل انتحاری با یک خودروی ون رنو ترافیک حاوی حدود ۲۷۵ کیلوگرم مخلوط آمونیوم نیترات و مواد سوختی قابل انفجار، وارد ساختمان ۵ طبقهٔ انجمن یهودیان، واقع در منطقهٔ تجاری و پر رفت‌و آمد بوئنوس آیرس شد. پس از این انفجار، آرژانتین، مرزهای خود را بست تا از ورود تروریست‌های بیشتر و حملات تروریستی احتمالی بعدی جلوگیری کند. تیم‌هایی از موساد، پلیس اسرائیل و ارتش اسراییل برای بررسی موضوع و کمک به شناسایی قربانیان، به آرژانتین فرستاده شدند.

### بمب‌گذاری‌های دیگر
۲ سال پیش از این واقعه، عملیات تروریستی دیگری در سفارت اسرائیل در بوئنوس آیرس رخ داده بود. در آن انفجار، ۲۹ نفر کشته و ۲۴۲ نفر زخمی شده بودند. سازمان جهاد اسلامی لبنان، از گروه‌های وابسته به حزب‌الله لبنان و حکومت جمهوری اسلامی، مسئولیت آن انفجار را پذیرفته بود. به‌نظر می‌رسد که این دو عملیات با یکدیگر مرتبط بوده‌اند.
یک روز پس از انفجار آمیا، یک تروریست انتحاری دیگر، هواپیمایی متعلق به پاناما، را منفجر کرد. در این حادثه، ۲۱ سرنشین هواپیما کشته شدند که ۱۲ نفر از آن‌ها یهودی بودند. عامل انتحاری، فردی عرب با نام لیا جمال بود که با مدارک جعلی کلمبیایی سفر می‌کرد.
۸ روز پس از انفجار آمیا، تروریستی دیگر، یک خودروی بمب‌گذاری شده را در مقابل سفارت اسرائیل در لندن منفجر کرد. ۱۳ ساعت بعد نیز، خودروی بمب‌گذاری شدهٔ دیگری با روش مشابه، در جلوی ساختمان انجمن یهودیان در لندن منفجر شد. در این دو حمله، ۲۲ نفر زخمی شدند اما کسی کشته نشد. ۵ فلسطینی در این ارتباط بازداشت و ۲ تن از آن‌ها، به ۲۰ سال حبس محکوم شدند.

## اتهام دخالت جمهوری اسلامی ایران
در تاریخ آرژانتین، رسیدگی به هیچ پرونده قضایی به اندازه پرونده انفجار آمیا به طول نینجامیده است. گفتنی است تاکنون بیش از ۱۲۰۰ نفر برای ادای شهادت در مورد این پرونده به دادگاه احضار شده‌اند. دولت آرژانتین تاکنون ۳ بار جمهوری اسلامی ایران را به دست داشتن در انفجار متهم کرده است.
دولت آرژانتین در این باره گفت که نقشه و دستور ضربه زدن به بزرگ‌ترین مرکز اقلیت یهودی در آمریکای لاتین در تهران کشیده شد و مسئولیت اجرای طرح عملیات به ستاد ویژه عملیات حزب‌الله لبنان که به گروه شبه‌نظامی حزب‌الله لبنان وابسته است، سپرده شد. مقامات جمهوری اسلامی می‌گویند تاکنون هیچ مدرکی مبنی بر دخالت جمهوری اسلامی ایران در این خصوص ارائه نشده و موضوع را توطئه‌ای سیاسی تلقی می‌کنند. از جمله مشکلات این پرونده این است که شخص انتحاری مورد ادعا تاکنون شناسایی نشده است.
براساس یافته‌های موساد، ایران نقش میدانی در انجام این عملیات نداشت.

## صدور احکام جلب بین‌المللی
در مارس ۲۰۰۷ و پس از مدت تقریباً ۱۳ سال از انفجار، دادستانی کل آرژانتین درخواست صدور حکم جلب ۹ نفر از جمله علی‌اکبر هاشمی رفسنجانی و علی‌اکبر ولایتی توسط پلیس بین‌الملل را صادر کرد.
اینترپل برای ۶ تن از این افراد، حکم جلب بین‌المللی صادر کرد. این افراد عبارتند از:
- علی فلاحیان (وزیر اطلاعات وقت جمهوری اسلامی)
- محسن رضایی (فرمانده وقت کل سپاه پاسداران جمهوری اسلامی)
- احمدرضا اصغری[۳۹] (دبیر سوم پیشین سفارت جمهوری اسلامی ایران در آرژانتین)
- احمد وحیدی (فرمانده سابق نیروی قدس سپاه پاسداران)
- محسن ربانی[۴۰] (رایزن فرهنگی پیشین سفارت جمهوری اسلامی ایران در آرژانتین)
- عماد مغنیه (رئیس وقت ستاد عملیات ویژه حزب‌الله لبنان)

## کمیته حقیقت‌یاب
بر اساس توافق آرژانتین با ایران در ماه ژانویه ۲۰۱۳ (دی ماه ۱۳۹۱)، به آرژانتین اجازه داده‌شد تا ۵ نفر را برای پرسش از مقام‌های ایرانی به ایران اعزام کند (این توافق در ۲۶ اردیبهشت ۹۳ از سوی دادگاهی در آرژانتین لغو شد). بنا به توافقنامه قرار بود میان ایران و آرژانتین کمیسیون حقیقت‌یابی تشکیل شود که پنج قاضی مستقل عضو آن باشند تا شواهد و اسناد انفجار آمیا را بررسی و با سفر به ایران از متهمان ایرانی این ماجرا بازجویی کنند. نمی‌بایست هیچ‌یک از قضات اهل ایران یا آرژانتین می‌بودند. اسرائیل و جامعه یهودیان آرژانتین ضمن انتقاد شدید از این توافق، آن را یک پیروزی دیپلماتیک برای جمهوری اسلامی دانستند.
در جریان امضای توافق میان تهران و بوئنوس آیرس، کریستینا فرناندس، رئیس‌جمهور آرژانتین، گفت که این توافق «سرانجام به آرژانتین این امکان را می‌دهد که از متهمانی که پلیس بین‌الملل برای آن‌ها دستور بازداشت صادر کرده است، بازجویی به عمل آورد». قابل توجه است که کریستینا فرناندز، رئیس‌جمهور وقت آرژانتین در سازمان ملل در سال ۲۰۱۴ گفت ما تحقیقاتی کرده‌بودیم که ایران و حزب‌الله لبنان در این حادثه دست نداشته‌اند.

## مرگ آلبرتو نیسمان دادستان پرونده
آلبرتو نیسمان که رئیس‌جمهور را متهم به سرپوش گذاشتن به پرونده کرده بود در ۱۹ ژانویه ۲۰۱۵ (۲۸ دی ۱۳۹۳) درحالی که قرار بود چند ساعت بعد گزارش خود را به مجلس آرژانتین ارائه کند، در آپارتمان خودش در بوئنوس آیرس مرده یافته شد. به جسد آلبرتو نیسمان چندین گلوله اصابت کرده بود. وزارت امنیت و مقامات آرژانتین نیز خبر را تأیید کردند. آقای نیسمان، خانم کریستینا فرناندز، رئیس‌جمهوری آرژانتین، را متهم کرده بود که در زمان دولت محمود احمدی‌نژاد، برای «سرپوش گذاشتن بر پروندهٔ انفجار در مرکز یهودیان»، با ایران تبانی کرده است. دستگاه قضایی آرژانتین، قبلاً جمهوری اسلامی ایران و حزب‌الله لبنان را به دست داشتن در این انفجار متهم کرده بود. قرار بود نیسمان روز دوشنبه ۲۹ دی ۱۳۹۳ در جلسه غیرعلنی پارلمانِ آرژانتین، دربارهٔ اتهاماتی که به رئیس‌جمهوری این کشور وارد می‌کند، توضیحاتی ارائه دهد.
آلبرتو نیسمان، رئیس‌جمهوری آرژانتین را متهم کرده بود که با هدف برقراری روابط تجاری با ایران، تلاش کرده است که نقش ایران را در بمب‌گذاری لاپوشانی کند. مرگ آلبرتو نیسمان به بحرانی سیاسی در آرژانتین تبدیل شد و تظاهرات متعددی در این کشور برگزار شد که خواسته آن‌ها، رفع ابهام‌ها دربارهٔ مرگ مشکوک دادستان سابق بود.

### فرار روزنامه‌نگار افشاگر قتل
دامیان پاختر، روزنامه‌نگار آرژانتینی افشاگر قتل قاضی پرونده از «ترس جان خود» از کشورش گریخت. وی سوار هواپیمایی شد که از آرژانتین به کشور همسایه، اروگوئه می‌رفت. پاختر روزنامه‌نگار وب‌سایت خبری «بوئنوس آیرس هرالد» است.

### گزارش قضایی آلبرتو نیسمان
پس از قتل نیسمان، گزارشی قضایی در آرژانتین منتشر شد که ادعا می‌کرد مقام‌های ارشد دولت این کشور قصد داشتند تا در ازای دریافت نفت از ایران، نقش مقام‌های جمهوری اسلامی در انفجار مرکز یهودیان را «لاپوشانی» کنند. این گزارش در واقع متن دادنامه‌ای بود که آلبرتو نیسمان، بر اساس شنود مکالمات مقام‌های این کشور با ایرانیان تهیه کرده بود. روزنامه نیویورک تایمز در شماره پنجشنبه دوم بهمن ۱۳۹۳ خود و با استناد به بخش‌هایی از این گزارش ۲۸۹ صفحه‌ای، نوشته که مقام‌های آرژانتین و ایران به توافقی رسیده بودند که بر اساس آن، آرژانتین به ایران گوشت صادر کند و از ایران نفت تحویل بگیرد و همچنین، کاغذها و مدارک مربوط به نقش مقام‌های جمهوری اسلامی در انفجار مرکز یهودیان این کشور مشهور به «آمیا» را با آتش زدن نابود کند. بر اساس این گزارش، کریستینا فرناندز دو کریشنر، رئیس‌جمهوری و هکتور تیمرمن، وزیر امور خارجه آرژانتین از این توافق حمایت کرده بودند اما توافق فوق هرگز به اجرا در نیامد زیرا مقام‌های آرژانتین نتوانستند پلیس بین‌الملل (اینترپل) را قانع کنند تا نام مسئولان ایران را از فهرست افراد تحت تعقیب خود حذف کنند.

#### واکنش دولت وقت آرژانتین به گزارش قضایی
کریستینا فرناندز، رئیس‌جمهور آرژانتین گفت مرگ دادستان پرونده بمب‌گذاری در مرکز همیاری یهودیان، خودکشی نیست. وی با متهم کردن دشمنانش به تلاش برای بدنام کردن او، آورده است که «آنها از او (نیسمان) تا زنده بود استفاده کردند و بعد به این نتیجه رسیدند که قتل او به نفع آنان است.» آنیبال فرناندز رئیس دفتر رئیس‌جمهوری آرژانتین گفت نیروهای خودسر سرویس اطلاعاتی آن کشور در قتل آلبرتو نیسمان نقش داشته‌اند. رئیس دفتر رئیس‌جمهوری آرژانتین گفت که «باور نمی‌کنم حتی این گزارش را خود نیسمان نوشته باشد. من با دادستان نیسمان کمی کار کرده‌ام. می‌دانم که او یک کارشناس شایسته حقوقی بود. ممکن نیست او چنین مزخرفاتی را نوشته باشد. روشن است که او کاری با این مسائل نداشت، اما دور و بر او کسانی بودند که اهداف سیاسی دیگری داشتند. تا وقتی او زنده بود به او نیاز داشتند تا علیه رئیس‌جمهوری طرح اتهام کند. شکی نیست که بعد، جنازه‌اش را می‌خواستند.»
دولت آرژانتین با تکذیب این گزارش، آلبرتو نیسمان را به «توطئه» علیه خود متهم کرد. مقام‌های رسمی در دولت گفتند که دادستان سابق پرونده، توسط یک مقام سابق اطلاعاتی به نام آنتونیو استیوسو که در ماه دسامبر ۲۰۱۴ توسط رئیس‌جمهوری از کار برکنار شده‌بود، اجیر شده‌بود. آنیبال فرناندز، دستیار رئیس‌جمهوری آرژانتین، گزارش دادستان سابق را «مطلقاً بی‌اعتبار» توصیف کرد.

## واکنش‌ها

### موضع دولت آرژانتین
- ماریسیو ماکری رئیس‌جمهور آرژانتین قسم یاد کرده است که حقیقت این بمب‌گذاری مرگبار و همچنین مرگ قاضی نیسمان را روشن کند و مسببان آن را به پای میز محاکمه بکشاند.[۱۴]
- روز سه‌شنبه ۱۱ ژانویه ۲۰۲۲ وزارت خارجه آرژانتین به حضور محسن رضایی، در مراسم تحلیف دانیل اورتگا در نیکاراگوئه اعتراض کرد و آن را توهین به عدالت و قربانیان بمب‌گذاری «آمیا» خواند.[۵۳]
- آرژانتین در بیست‌وپنجمین سالروز بمب‌گذاری آمیا، صریحاً حزب‌الله لبنان را گروه تروریستی نامید.[۵۴][۵۵] مایک پمپئو، وزیر امور خارجه ایالات متحده آمریکا در ژوئیه ۲۰۱۹ میلادی، طی سفرش به آرژانتین ضمن تقدیر از اقدام آرژانتین، جمهوری اسلامی را مقصر اصلی این انفجار دانست:

انفجار آمیا توسط حزب‌الله، با پشتیبانی کامل جمهوری اسلامی ایران انجام گرفت

### موضع ایالات متحده آمریکا
در تاریخ ۱۸ ژوئیه ۲۰۱۷ وزارت امور خارجه آمریکا در بیست و سومین سالگرد بمبگذاری ساختمان مرکزی همیاری یهودیان در آرژانتین اعلام کرد که این انفجار توسط ایران انجام شده است و هم‌زمان خواستار تحقیقات حول مرگ آلبرتو نیسمان قاضی این پرونده شد. این وزارت‌خانه ضمن ابراز همدردی با خانواده‌های قربانیان، بر لزوم اجرای عدالت در مورد عاملان بمب‌گذاری آمیا تأکید کرده است.

### موضع ایران
اکبر هاشمی رفسنجانی در خاطرات روزهای وقوع این انفجار می‌نویسد: «در خصوص انفجار آرژانتین، عجیب است که امپراتوری رسانه‌ای صهیونیست‌ها و استکبار، یک دروغ بزرگ را پایهٔ این اتهام به ایران کرده‌اند. ادعا می‌کنند در اجلاسی در مشهد که رهبری و من و وزیر امور خارجه و فرمانده سپاه و افراد دیگری داشتیم، این اقدام انفجاری تصویب شده است. در حالی که اصلاً چنین جلسه‌ای در مشهد نداشتیم و ما اصلاً هیچ اطلاعی از قرار انفجار نداشتیم.»

### ادعای سفیر پیشین اسرائیل
اسحاق آویران، سفیر پیشین اسرائیل در آرژانتین (بین سال‌های۱۹۹۳ تا ۲۰۰۰ میلادی)، در سوم ژانویه ۲۰۱۴ در مصاحبه‌ای با خبرگزاری یهودیان آرژانتین (ای‌جی‌ان) گفت که اسرائیل توانسته اکثر کسانی را که پشت این حملات و بمب‌گذاری‌های خونین بودند به قتل برساند. وی دولت آرژانتین را متهم کرد که اقدام لازم را «برای رسیدن به عمق و کشف و افشای تمامی ابعاد این حملات» صورت نداده است. وی گفت: «اکثریت افراد مسئول این اقدامات، دیگر در این جهان نیستند، و ما خودمان ترتیب کار را دادیم.» وی از افراد خاصی در این مورد نام نبرد و مشخص نکرد که ملیت آن‌ها چه بوده و به چه صورت کشته شدند. وی افزود «عدالت در مورد حامیان اصلی این عملیات هنوز به اجرا درنیامده و هنوز هم لازم است آرژانتین دقیقاً پاسخ دهد که در ارتباط با این حملات، چه روی داده است. ما می‌دانیم چه کسانی مسئول انفجار در برابر سفارتخانه اسرائیل بودند و همان افراد مرتکب انفجار دوم هم شدند.»

### در سال ۲۰۱۹
طبق گزارشی که در نشریه نیشن چاپ شد، نویسنده ادعا می‌کند که جیمز چیک، نماینده وقت آمریکا در سازمان ملل به او گفته تا آنجا که من می‌دانم هیچ وقت گواه واقعی که ایران مسوول این قضیه باشد وجود نداشته است. هیچ وقت چیز درست حسابی گیر نیاوردند. بزرگ‌ترین سرنخ به گفته او یک‌نفر به نام منوچهر معتمر بود که از ایران بریده بود و فرض بر این بود همه چیز را می‌داند؛ ولی معلوم شد معتمر یک مأمور دون پایه ناراضی بوده که برخلاف ادعایش فاقد اطلاعات تصمیم‌گیری‌های دولتی بود. ما در نهایت به این نتیجه رسیدیم که او اعتباری ندارد.
در سال ۲۰۱۳ میلادی، روزنامه‌نگار محقق به نام گارث پورتر بر روی این ادعا که ایران و حزب‌الله در این حادثه دست داشته‌اند تردید ایجاد کرد. به گفته او تنها چیزی که ایران و حزب‌الله را به این حادثه ربط می‌داد ادعاهای سازمان مجاهدین خلق بود که یک گروه جنجالی ضد نظام ایران است و برخی کشورها آن را یک گروه تروریستی به حساب می‌آورند.